# Phaeosphaeria neomaritima
Phaeosphaeria neomaritima är en svampart som först beskrevs av R.V. Gessner & Kohlm., och fick sitt nu gällande namn av Shoemaker & C.E. Babc. 1989. Phaeosphaeria neomaritima ingår i släktet Phaeosphaeria och familjen Phaeosphaeriaceae.   Inga underarter finns listade i Catalogue of Life.